# 冈本依子
冈本依子（1971年9月6日—）是一名日本女子跆拳道运动员。她在2000年悉尼奥运会中，参加了女子跆拳道比赛，并获得女子跆拳道比赛铜牌。她也曾在1998年亚洲运动会中获得铜牌。